# Cerorhinca dubia
Cerorhinca dubia är en utdöd fågel i familjen alkor inom ordningen vadarfåglar. Den beskrevs 1925 utifrån fossila lämningar från miocen funna i Kalifornien, USA.